# Leonard Cornelis van Sonsbeeck
Leonard Cornelis van Sonsbeeck (Vlissingen, 23 februari 1781 – Middelburg, 5 april 1831) was een Nederlands bestuurder. Hij was burgemeester van Biggekerke en Middelburg.

## Biografie
Van Sonsbeeck was lid van de familie Van Sonsbeeck en een zoon van mr. Leonard Constantijn van Sonsbeeck (1739-1812), griffier, burgemeester, pensionaris, schepen en raad te Vlissingen, en Johanna Regina van Hoorn, vrouwe van Duvenede (1750-1809), lid van de familie Van Hoorn. Zijn broer mr. Jan Willem van Sonsbeeck (1774-1797) was secretaris van de raad van Middelburg. 
Van Sonsbeeck was aanvankelijk ontvanger van de Convooien en Licenties. Van 1810 tot 1814 was hij burgemeester van Biggekerke. Daarna was hij tien jaar lang burgemeester van Middelburg. Hij was daarnaast lid van de Provinciale Staten van Zeeland. 
Hij trouwde in 1803 met Magdalena Ferdinanda Maria Verheye van Citters (1784-1830), lid van de familie Van Citters, met wie hij vier kinderen kreeg. Hun zoon Jan Willem van Sonsbeeck (1804-1875) was ook lid van de raad en wethouder van Middelburg.